# Okan Buruk
Okan Buruk (ur. 19 października 1973 w Stambule) – turecki piłkarz występujący najczęściej na pozycji prawego pomocnika.

## Kariera klubowa
Okan Buruk zawodową karierę rozpoczął w 1991 w Galatasaray SK. W jego barwach 17 maja 1992 w wygranym 5:3 wyjazdowym meczu przeciwko Bakırköysporowi zadebiutował w pierwszej lidze tureckiej i strzelił wówczas dwie bramki. W sezonie 1992/1993 Okan wziął udział w piętnastu ligowych pojedynkach, jednak w kolejnych rozgrywkach zaliczył tylko dwa występy w Süper Lig. Następnie Buruk grywał już coraz częściej, aż w końcu wywalczył sobie miejsce w podstawowej jedenastce na stałe. Razem z Galatasaray turecki pomocnik sześć razy sięgnął po tytuł mistrza kraju – w 1993, 1994, 1997, 1998, 1999 i 2000, a oprócz tego stambulska drużyna w 2000 triumfowała w rozgrywkach Pucharu UEFA oraz Superpucharu Europy. Przez dziesięć sezonów spędzonych na Ali Sami Yen Buruk w linii pomocy grał z taki zawodnikami jak Tugay Kerimoğlu, Suat Kaya, Ergün Penbe, Gheorghe Hagi, Emre Belözoğlu, Ümit Davala oraz Hasan Şaş.
Latem 2001 Okan podpisał kontrakt z Interem Mediolan. 26 sierpnia w zwycięskim 4:1 meczu przeciwko Perugii zadebiutował w Serie A, jednak przez cały sezon rozegrał tylko siedem ligowych spotkań. W kolejnych rozgrywkach Buruk grywał już częściej, jednak wciąż pełnił w drużynie rolę rezerwowego. Przez trzy lata gry dla „Nerazzurrich” Turek wystąpił w 25 meczach pierwszej ligi, po czym w 2004 przeniósł się do Beşiktaşu JK. W nowym klubie ligowy debiut zaliczył 7 sierpnia podczas zremisowanego 1:1 pojedynku z Malatyasporem.
Po zakończeniu sezonu 2005/2006 Okan powrócił do Galatasaray, z którym w 2008 wywalczył siódme w karierze mistrzostwo Turcji. Następnie umowa Buruka z ekipą „Lwów” wygasła, a turecki piłkarz 3 lipca 2008 na zasadzie wolnego transferu przeszedł do klubu İstanbul BB. Przed rozpoczęciem rozgrywek 2010/2011 zakończył karierę.

## Kariera reprezentacyjna
Okan ma za sobą występy w młodzieżowych reprezentacjach Turcji. Grał w drużynach do lat 16, 18 i 21, dla których łącznie rozegrał 47 spotkań. W kadrze seniorów zadebiutował 28 października 1992 w wygranym 4:1 meczu z San Marino. W 2000 Buruk wystąpił na mistrzostwach Europy, na których Turcy w ćwierćfinale zostali wyeliminowani przez Portugalię. Następnie Okan wziął udział w Mistrzostwach Świata 2002, na których razem z zespołem narodowym wywalczył trzecie miejsce. Na turnieju tym Buruk pełnił rolę rezerwowego i wystąpił tylko w wygranym 3:2 pojedynku o brązowy medal przeciwko Korei Południowej, kiedy to w 76. minucie zmienił Ümita Davalę. W listopadzie 2005 Buruk rozegrał swój 55. mecz w reprezentacji i od tego czasu nie pojawił się w kadrze narodowej. Powrócił do niej dopiero w maju 2010 mając 36 lat, kiedy to zagrał w meczu z Czechami. Był to jego ostatni mecz podczas piłkarskiej kariery.